# Robert Goddard
Robert Hutchings Goddard (Worcester, Massachusetts; 5 de octubre de 1882-Baltimore, Maryland; 10 de agosto de 1945) fue un físico, inventor y profesor estadounidense a quien se atribuye la creación del primer cohete de combustible líquido, lanzado con éxito el 16 de marzo de 1926. Entre 1926 y 1941, Goddard y su equipo lanzaron 34 cohetes, alcanzando alturas de hasta 2,6 km y velocidades cercanas a los 885 km/h.
El trabajo de Goddard, tanto teórico como práctico, anticipó muchos de los acontecimientos y desarrollos tecnológicos que más tarde harían posibles los viajes espaciales. Goddard ha sido comúnmente llamado uno de los pioneros de la era espacial; dos de sus 214 patentes, un cohete de varias etapas (1914) y el cohete de combustible líquido (1914), fueron importantes bases para los viajes espaciales. Su trabajo "Un método para alcanzar altitudes extremas" (A Method of Reaching Extreme Altitudes, 1919) es considerado un texto clásico para la ciencia del siglo XX. Goddard logró aplicar, con éxito, tres ejes de control, giroscopios y empuje orientable a los cohetes, con el fin de controlar, de manera efectiva, el vuelo.
Aunque su trabajo en este campo fue revolucionario, Goddard recibió muy poco apoyo público para investigación y desarrollo. La prensa solía ridiculizar sus teorías relativas a los viajes espaciales. Años después de su muerte, en la cúspide de la era espacial, fue finalmente reconocido como el padre fundador de la cohetería moderna. Robert fue el primero en identificar el potencial de los cohetes para la investigación atmosférica y los viajes espaciales, por lo que se dedicó a estudiar su diseño y construcción de manera científica.

## Primeros años e inspiración
Goddard nació en 1882 en Worcester (Massachusetts), hijo de Nahum Danford Goddard y Fannie Louise Hoyt. Robert se convirtió en hijo único, cuando su hermano menor, Richard Henry, falleció debido a una deformidad de la columna. Robert mostró determinación y capacidad mecánica desde temprana edad. Curioso acerca de la naturaleza, tomó el telescopio de su padre y comenzó a estudiar el cielo y las aves. Goddard era un excelente tirador de rifle. Los domingos asistía a la iglesia, donde cantaba en el coro.

### Experimentos durante la niñez
Con la introducción de la energía eléctrica en los Estados Unidos (durante la década de 1880), Goddard comenzó a interesarse por la ciencia. Cuando su padre le mostró los efectos de la electricidad estática en la alfombra de su casa, su imaginación e interés crecieron. Robert comenzó a realizar pequeños experimentos, uno de ellos se basaba en la creencia de que al friccionar sus pies con grava sería capaz de cargar el zinc de una batería, y poder así saltar más alto, pero el experimento, lógicamente, falló. Goddard detuvo los experimentos después de que su madre le dijera que, si tenía éxito, terminaría "navegando hacia lo lejos y jamás podría regresar".
Más tarde, Goddard experimentó con productos químicos, formando una nube de humo y provocando una explosión en su casa. Nahum decidió animar el interés científico de su hijo regalándole un telescopio, un microscopio y una suscripción a Scientific American. Robert desarrolló fascinación por los vuelos, tanto de cometas como de globos. Durante esa época, se convirtió en un cronista concienzudo de su trabajo, habilidad que, más tarde, beneficiaría su carrera. A los 16 años, intentó construir un globo de aluminio, dando forma al metal crudo en su propia casa, y llenándolo con hidrógeno. Después de casi cinco semanas de metódicos esfuerzos documentados, abandonó el proyecto, argumentando: "... el globo no subirá, el aluminio es demasiado pesado". Dicho fracaso no frenaría la creciente determinación y confianza de Goddard en su trabajo.

### El sueño del cerezo
A los 16 años, Goddard se comenzó a interesar por el espacio después de leer La guerra de los mundos (H. G. Wells). Su interés por los viajes espaciales fue consolidado el 19 de octubre de 1899, a los 17 años, cuando subió a un cerezo y se sintió abrumado por el cielo. Más tarde escribió:
"Un día me subí a un alto cerezo ubicado detrás del establo... al mirar hacia el campo, comencé a imaginar lo maravilloso que sería crear un dispositivo que pudiera llegar a Marte, en cómo se vería a pequeña escala, dejando el suelo a mis pies. Tengo varias fotografías del árbol, tomadas desde entonces, con la pequeña escalera que hice apoyada en él.
Comencé a pensar en un peso girando alrededor de un eje horizontal, moviéndose más rápidamente por arriba que por debajo. Bajo esa idea, se le podría aportar una mayor fuerza centrífuga en la parte superior que lo haría ascender.
Era una persona diferente cuando descendí del árbol que cuando ascendí. Mi existencia al fin parecía tener una intención".
El 19 de octubre se convirtió en una conmemoración privada del día de su mayor inspiración y empezar su camino.

## Educación
Durante su juventud, Robert sufrió de problemas estomacales, pleuresía, resfriados y bronquitis, por lo que se atrasó dos años del resto de sus compañeros de clase. Se convirtió en un lector voraz, visitando regularmente la biblioteca pública local para sacar libros sobre las ciencias físicas.

### Aerodinámica y movimiento
El interés de Goddard en la aerodinámica le llevó a estudiar algunos de los trabajos científicos de Samuel Langley para la revista Smithsonian. Langley escribía acerca de cómo los pájaros aleteaban con diferente fuerza en cada lado para poder girar en el aire. Inspirado por dichos artículos, Goddard comenzó a seguir el vuelo de las aves desde el porche de su casa, contemplando con detenimiento los movimientos sutiles de las alas. Observó la intervención de las plumas de la cola, que, análogamente, llamó alerones. Goddard encontró excepciones a algunas de las conclusiones de Langley, por lo que en 1901 decidió escribir una carta a la revista St. Nicholas. El editor de St. Nicholas se negó a publicar la carta de Goddard, argumentando que "los pájaros vuelan con cierta inteligencia" y que "las máquinas no podrían llegar a ese nivel." Goddard no estuvo de acuerdo, porque opinaba que el hombre era capaz de controlar un vuelo con su propia inteligencia.
Durante esa época, Goddard leyó Principia Mathematica de Newton, donde encontró la Tercera Ley del Movimiento de Newton aplicada al movimiento en el espacio. Más tarde, escribió acerca de sus pruebas:
"Empecé a darme cuenta de que existía 'más' gracias a las Leyes de Newton. La tercera ley fue probada con dispositivos suspendidos por bandas de goma y por dispositivos flotantes en el arroyo detrás del granero, la ley se verificó de manera concluyente. Me hizo darme cuenta de que si fuera posible descubrir o inventar una forma de navegar por el espacio, sería el resultado de un conocimiento físico y matemático".

### Estudios
Goddard continuó su educación formal a los 19 años de edad en la South High Community School de Worcester. Robert fue un alumno del Goddard Scholars Programm (sería nombrado así en su honor, años después de su graduación). Goddard era un estudiante destacado, por lo que fue elegido dos veces como presidente de la clase. Para recuperar el tiempo perdido debido a sus problemas de salud, solía leer múltiples libros sobre matemáticas, astronomía, mecánica y composición. En 1904 dio el discurso de graduación como el mejor estudiante de la clase. En su discurso, titulado "On Taking Things for Granted" (Sobre dar las cosas por sentadas) Goddard incluyó una sección que se convertiría en emblema de su vida:
"Justo como en las ciencias que hemos aprendido, somos demasiado ignorantes como para llamar a algo imposible, es por lo que como individuos no podemos conocer con certeza nuestras limitaciones, pero podemos decir, casi completamente seguros, que nada está fuera de nuestro alcance. Debemos recordar que no es posible predecir cuánta riqueza, fama o utilidad alcanzaremos hasta que no nos esforcemos sinceramente; debemos pensar que todas las ciencias han estado, en algún momento, en el mismo estado que nosotros, y sin embargo han, a menudo, demostrado que el sueño de ayer es la esperanza de hoy y la realidad de mañana".
Goddard se matriculó en el Worcester Polytechnic Institute en 1904. Rápidamente impresionó al jefe del departamento de física, A. Wilmer Duff, quien lo asignó como ayudante de laboratorio y tutor. En el WPI, Goddard se unió a la fraternidad Sigma Alpha Epsilon, y comenzó un largo noviazgo con su compañera de bachiller Miriam Olmstead, una estudiante destacada. Estuvieron comprometidos, pero tiempo después se distanciaron y pusieron fin al compromiso en 1909.
Goddard recibió su grado B.S. (Bachelor of Science) en física en 1908, y después de ser instructor de física por un año, comenzó sus estudios de postgrado en la Universidad Clark en Worcester en otoño de 1909. Goddard recibió su maestría en física en 1910 y su doctorado en 1911, ambos posgrados en Clark. Fue miembro honorario de física hasta 1912, cuando aceptó una beca de investigación en el Palmer Physical Laboratory de la Universidad de Princeton.

### Primeros escritos científicos
Durante el bachiller, Goddard escribió sus ideas sobre viajes espaciales en un artículo llamado "La Navegación del Espacio", y envió su trabajo a Popular Science News. Sin embargo, el editor lo rechazó, argumentando que no era posible usarlo "en un futuro cercano".
Cuando todavía era estudiante, Goddard escribió un artículo proponiendo un método para equilibrar los aviones utilizando giro-estabilización. Su idea fue publicada por la revista Scientific American, en 1907. En sus diarios, Goddard aseguraba que su artículo era la primera propuesta de estabilización automática para aviones en vuelo, aunque su propuesta fue publicada paralelamente a grandes avances en el desarrollo de giroscopios funcionales.
Su primer escrito sobre un cohete de combustible líquido llegó el 2 de febrero de 1909. Goddard había comenzado a estudiar la manera de aumentar la eficiencia de un cohete utilizando métodos diferentes al combustible sólido. Propuso el uso de hidrógeno líquido como combustible y oxígeno líquido como el oxidante. Goddard creía que, con dichos propulsores líquidos, podría alcanzar un 50% de eficiencia (es decir, la mitad de la energía de combustión convertida en energía cinética de los gases de escape).

## Primeras patentes
Alrededor de 1910, la radio era la nueva tecnología, por lo tanto un campo fértil para la innovación. En 1911, mientras trabajaba en la Universidad Clark, Goddard comenzó a investigar los efectos de las ondas de radio en los aisladores. Con el fin de generar energía de radiofrecuencia, inventó un tubo de vacío que operaba como tubo de rayos catódicos. Su patente (USPTO n.º 1159209) fue emitida el 2 de noviembre de 1915. Este fue el primer uso de un tubo de vacío para la amplificación de una señal, precediendo incluso a Lee de Forest.
En 1913, durante su tiempo libre y utilizando el cálculo, desarrolló modelos matemáticos que le permitieron determinar la posición y la velocidad de un cohete en vuelo vertical, dado el peso del cohete, el peso del propulsor y la velocidad de los gases de escape. Su primer objetivo era construir un cohete enfocado al estudio de la atmósfera, no solo con la idea de investigar para el campo meteorológico, sino para conocer parámetros como la temperatura, densidad y velocidad del viento con el fin de diseñar vehículos capaces de viajar al espacio. Goddard negaba que su objetivo final fuera desarrollar un cohete para viajar al espacio, ya que la mayoría de los científicos, especialmente en Estados Unidos, consideraban el tema una actividad científica no realista. Más tarde, en 1933, Goddard dijo: "Por ningún motivo debemos disuadirnos de la posibilidad de viajar al espacio, prueba a prueba y paso a paso, un día lo lograremos, cueste lo que cueste".
A principios de 1913, Goddard enfermó gravemente de tuberculosis y tuvo que dejar su puesto en Princeton. Más tarde regresó a Worcester, donde comenzó un prolongado proceso de recuperación.
Fue durante este período de recuperación cuando Goddard comenzó a producir algunos de sus trabajos más importantes. A medida que mejoraba, comenzó a trabajar una hora al día. En el ambiente tecnológico de Worcester, las patentes se consideraban esenciales, no solo para proteger la obra original, sino como la documentación del primer descubrimiento, por lo que empezó a ver la importancia de sus ideas como propiedad intelectual. En mayo de 1913, comenzó a preocuparse por las patentes de sus investigaciones referentes a cohetes. Su padre llevó los documentos a una empresa de patentes en Worcester. Su primera solicitud de patente fue presentada en octubre de 1913.
En 1914, sus dos primeras patentes emblemáticas fueron aceptadas y registradas. La primera, Patente USPTO n.º 1102653, describe un cohete de múltiples etapas alimentado por un "material explosivo" sólido. La segunda, Patente USPTO n.º 1103503, describe un cohete alimentado con un combustible sólido o con propulsores líquidos (gasolina y óxido nitroso líquido). Las dos patentes se convertirían, finalmente, en documentos importantes para la historia de la cohetería. Publicó 214 patentes, algunas a título póstumo por su esposa.

## Investigación de cohetes
En otoño de 1914, la salud de Goddard mejoró, por lo que aceptó un puesto como profesor e investigador en la Universidad Clark. Su posición en Clark le permitió continuar su investigación sobre cohetes. Ordenó numerosos suministros para prototipos de cohetes de lanzamiento y pasó gran parte de 1915 preparando sus primeras pruebas. Su primer lanzamiento de prueba fue realizado una tarde de 1915 después de sus clases. El lanzamiento fue lo suficientemente fuerte como para encender la alarma de la escuela, y Goddard tuvo que asegurar que sus experimentos, a pesar de ser un estudio serio, eran inofensivos. Después del incidente, Robert realizó sus experimentos en el laboratorio de física.
Realizó pruebas estáticas de cohetes de combustible sólido con el objetivo de medir su empuje y eficiencia. Verificó sus estimaciones, que afirmaban que dichos dispositivos convertían solo el 2% de su combustible en empuje. Goddard aplicó boquillas Laval, utilizadas generalmente para motores de turbina de vapor, mejorando bastante la eficiencia (refiriéndose a la eficiencia interna del motor: la relación entre la energía cinética de los gases de escape y la energía térmica disponible de la combustión). A mediados de 1915, Goddard habían obtenido un rendimiento promedio del 40% con una velocidad de salida de 2,051 metros por segundo. Al conectar una cámara de combustión llena de pólvora a varias boquillas, Goddard fue capaz (en pruebas estáticas) de lograr una eficiencia de más del 63% y velocidades de escape de más de 2,134 metros por segundo. A pesar del poco reconocimiento, dicho motor fue un gran avance. Estos experimentos sugirieron la posibilidad de cohetes lo suficientemente potentes como para salir de la Tierra. Este dispositivo y experimentos posteriores patrocinados por el Instituto Smithsoniano, fueron el comienzo de la cohetería moderna y, hasta cierto punto, de la exploración espacial. Goddard, sin embargo, aseguraba que, para llegar al espacio, serían necesarios propulsores líquidos.
Ese mismo año, diseñó un experimento en el laboratorio de física de Clark con la idea de demostrar que un cohete se comportaría de la misma manera tanto en el vacío como en el espacio. Muchos otros científicos aún no estaban convencidos. Su experimento demostró que el rendimiento de un cohete disminuye debido a la presión atmosférica.
De 1916 a 1917, Goddard construyó y probó propulsores de iones, pensando que podrían ser utilizados para viajes al espacio exterior. Dichos motores de vidrio fueron probados a presión atmosférica, donde generaron una corriente de aire ionizado.

### Patrocinio del Instituto Smithsoniano
En 1916, el costo de sus investigaciones se había vuelto demasiado alto para su modesto salario de docente, por lo que Goddard comenzó a solicitar asistencia financiera a posibles patrocinadores, algunos de ellos el Instituto Smithsoniano, la National Geographic Society y el Aero Club of America.
En su carta al Smithsoniano en septiembre de 1916, Goddard afirmó que había logrado una eficiencia de 63% y una velocidad de casi 2.438 metros por segundo. Con estos niveles de rendimiento, aseguraba que un cohete sería capaz de levantar 0,45 kg a una altura de 373 km con un peso de lanzamiento inicial de solo 40.64 kg.
El Instituto Smithsoniano se interesó y pidió un plan de investigación inicial. Goddard respondió con un manuscrito detallado, que ya había realizado, titulado A Method of Reaching Extreme Altitudes (Un método para alcanzar altitudes extremas).
En enero de 1917, el Smithsoniano acordó proporcionar a Goddard un patrocinio de cinco años por un total de 5000 dólares. Tiempo después, la Universidad Clark contribuyó con 3500 dólares y el uso de su laboratorio de física con el proyecto. El Worcester Polytechnic Institute también le permitió usar su laboratorio de magnetismo, un lugar seguro para pruebas.
No fue hasta dos años más tarde, ante la insistencia del Dr. Arthur G. Webster, director del departamento de física de Clark, que Goddard acordó con el Instituto Smithsoniano publicar su trabajo.
Durante su estancia en la Universidad Clark, Goddard investigó también acerca de la energía solar, utilizando una antena parabólica para concentrar los rayos solares en una pieza mecanizada de cuarzo rociada con mercurio, que, a su vez, calentaba el agua y creaba un generador eléctrico. Goddard aseguraba que su invento había superado todos los obstáculos que habían derrotado a otros científicos e inventores, por lo que publicó sus hallazgos en la edición de noviembre de 1929 de Popular Science.

### Cohete militar
No todas las investigaciones de Goddard iban orientadas a viajes espaciales. Cuando Estados Unidos entró a la Primera Guerra Mundial en 1917, las universidades del país comenzaron a prestar sus servicios para investigación bélica. Goddard creía que su investigación podría funcionar para distintas aplicaciones militares, incluyendo artillería móvil, armas de campo y torpedos navales. Hizo propuestas a la Marina y al Ejército, aunque no existen registros del interés de la Armada. Por otro lado, el ejército sí quedó muy interesado, reuniéndose en múltiples ocasiones con Goddard.
Durante esta época, Goddard fue contactado en Worcester por un empresario que buscaba la posibilidad de fabricar cohetes para los militares. Sin embargo, mientras el entusiasmo del empresario crecía, las sospechas de Goddard también lo hacían. Las conversaciones concluyeron cuando Goddard comenzó a temer que la empresa se apropiase de su trabajo. Más adelante, un oficial del Ejército intentó hacer que Goddard cooperara, aunque fue detenido por el general George Squier, que había sido contactado por el secretario del Instituto Smithsoniano, Charles Walcott. Goddard se volvió receloso de las empresas y tuvo cuidado de asegurar su trabajo con patentes, con la mentalidad de "proteger sus ideas". Después del incidente, el Signal Corps patrocinó el trabajo de Goddard durante la Primera Guerra Mundial.
Goddard propuso al Ejército la idea de un lanzador de cohetes en forma de tubo como arma de infantería, dicho concepto se convertiría en precursor de la bazuca. El arma de retroceso libre fue un proyecto paralelo de su trabajo sobre la propulsión de cohetes. Durante su estancia en la Universidad Clark, y mientras trabajaba en el Observatorio del Monte Wilson, diseñó un tubo lanzacohetes, que más tarde sería comúnmente utilizado en la Primera Guerra Mundial. Goddard y su compañero, el Dr. Clarence N. Hickman, mostraron con éxito su cohete al Cuerpo de Señales del Ejército de Estados Unidos en Aberdeen Proving Ground, Maryland, el 6 de noviembre de 1918. El diseño constaba de dos atriles como plataforma de lanzamiento. El Ejército quedó impresionado, pero el Compiègne Armistice fue firmado cinco días más tarde, y el desarrollo se interrumpió con el final de la Primera Guerra Mundial.
Goddard enfermó de tuberculosis, por lo que el desarrollo de la bazuca sufrió un retraso. Fue nombrado consultor del Gobierno de Estados Unidos en Indian Head, Maryland, hasta 1923, aunque su enfoque había cambiado hacia la investigación sobre cohetes de propulsión y combustibles líquidos.
Más tarde, el exinvestigador de la Universidad Clark, Dr. Clarence N. Hickman, el coronel Leslie Skinner y el teniente Edward Uhl continuaron el trabajo de Goddard referente a la bazuca. Dicho desarrollo se materializaría en los cohetes antitanque con cabeza de carga hueca utilizados en la Segunda Guerra Mundial y muchas otras armas basadas en cohetes de gran potencia.

## Un método para alcanzar altitudes extremas

### Obligado a publicar
En 1919 Goddard creía que sería prematuro dar a conocer los resultados de sus experimentos, ya que su motor no estaba suficientemente desarrollado. El Dr. Webster, sin embargo, se dio cuenta de que Goddard había logrado una importante cantidad de trabajo e insistió en que debía publicar sus progresos. Así, ese mismo año, Goddard pidió al Instituto Smithsoniano publicar el informe presentado a finales de 1916.
A finales de 1919, el Smithsonian publicó el innovador trabajo de Goddard: Un método para alcanzar altitudes extremas. El informe describe las teorías matemáticas de Goddard referentes al vuelo de un cohete, sus experimentos con cohetes de combustible sólido y las posibilidades que veía de explorar la atmósfera de la Tierra y el espacio exterior. Junto al trabajo de Konstantin Tsiolkovsky, The Exploration of Cosmic Space by Means of Reaction Devices (1903), el pequeño libro de Goddard es considerado uno de los trabajos pioneros de la ciencia de los cohetes; 1750 copias se distribuyeron en todo el mundo.
Goddard realizó un extenso número de experimentos con cohetes de combustible sólido (pólvora de nitrocelulosa). Un progreso importante para sus experimentos fue la implementación de la boquilla de la turbina de vapor inventada por Gustaf de Laval, que permitía una conversión de energía más eficiente. Goddard aumentó la eficiencia de sus cohetes del 2% al 64% y obtuvo velocidades de escape de más de Mach 7.
Aunque la mayor parte de su trabajo era referente a relaciones teóricas y experimentales considerando la masa del cohete, empuje y velocidad, existe una sección final, titulada "Cálculo de la masa mínima requerida para levantar una libra a una altitud infinita", donde se discute la posibilidad de escapar de la gravitación de la Tierra. Se determinó que un cohete con una velocidad de escape eficaz de 7,000 pies por segundo y un peso inicial de 602 libras sería capaz de enviar una carga útil de una libra a una altura infinita. Como experimento teórico, se incluye la idea de lanzar un cohete a la Luna, agregando determinado destello en su superficie, de modo que sea visible a través de un telescopio. Goddard discutió el asunto de manera seria, haciendo una estimación de la cantidad de combustible necesaria, y su conclusión fue que un cohete de 3,21 toneladas de masa produciría un destello "apenas visible" desde la Tierra, suponiendo un peso de carga útil de 10,7 libras.
Goddard, para evitar críticas acerca de sus ideas sobre viajes espaciales, compartió sus avances únicamente con grupos de confianza, aunque sí publicó sus avances sobre cohetes de sondeo atmosférico, un tema más aceptado por la comunidad científica de la época. En marzo de 1920 Goddard envió una carta al Smithsoniano proponiendo el lanzamiento de cohetes a la Luna, así como cohetes de sonda para el envío de mensajes a otras civilizaciones, el uso de la energía solar en el espacio y la idea de alta velocidad de propulsión iónica. En esa misma carta, Goddard describe el concepto de escudo térmico ablativo, lo que sugiere un aparato de aterrizaje diseñado para penetrar en la atmósfera de la misma manera que un meteoro.

### Críticas
La publicación de su documento le brindó atención nacional por parte de los periódicos de Estados Unidos, pero la mayor parte de las críticas fueron negativas. Aunque el apartado del viaje a la Luna era una pequeña parte de la obra (ocho líneas en la penúltima página), los periódicos sensacionalistas tergiversaron y ridiculizaron su trabajo. El Smithsoniano tuvo que abstenerse de hacer declaraciones, y recibió una gran cantidad de correspondencia ridiculizando la investigación. David Lasser, cofundador de la American Rocket Society, escribió en 1931 que Goddard fue sometido a uno de los ataques de prensa más violentos hasta entonces.

El 12 de enero de 1920, un artículo en primera plana del New York Times, "Believes Rocket Can Reach Moon", informó acerca de un comunicado por parte del Smithsoniano sobre un "cohete de alta eficiencia". La principal aplicación era "la posibilidad de enviar aparatos de grabación a altitudes extremas dentro de la atmósfera terrestre", dándole ventajas sobre los globos utilizados hasta el momento por la facilidad de recuperación, ya que el cohete subiría y bajaría directamente. Se mencionaba, también, una propuesta para enviar a la Luna una cantidad suficientemente grande de polvo de flash de magnesio que se encendería al chocar con la Luna y sería visible con un telescopio, probando que el cohete había sido capaz de salir de la Tierra.

#### The New York Times
El 13 de enero, el día después del artículo en primera plana, un editorial anónimo del New York Times, en una sección titulada "Topics of the Times", se burló de la propuesta. El artículo, titulado "A Severe Strain on Credulity", aparentemente aprobaba inicialmente la idea, pero no tardaba en cuestionarla: 
Los cohetes del Dr. Goddard, aquellos lo suficientemente potentes como para salir de la Tierra, son una idea práctica, y por lo tanto prometedora. Al ser un cohete, se podría decir que incluye instrumentos de auto-registro que informarán del límite de vuelo y paracaídas que lo devolverían a Tierra. Sin embargo, no es seguro que los dispositivos regresarán al punto de partida; de hecho, es obvio que no sería así, porque los paracaídas modificarían el retorno, tal y como sucede con los globos. El cohete, o lo que quede de él después de la explosión, tendría que ser dirigido al lugar desde donde partió. Dicho conflicto es un inconveniente importante.

El artículo criticaba también conceptos relacionados con lo que sucedería con el cohete una vez abandonase la Tierra: 
El viaje más largo y complicado comienza después de abandonar la atmósfera: el cohete no podría ni acelerar, ni mantenerse estable debido a la explosión de las cargas. Asegurar un comportamiento así sería negar una ley fundamental de la dinámica, y solo el Dr. Einstein y su docena de elegidos, tienen licencia para hacerlo.

Por último, el escritor aseguraba que "su idea no es original" y que la comprensión de Goddard acerca de las leyes de Newton era errónea:
Que el profesor Goddard, con el apoyo del Clark College y del Instituto Smithsoniano, no conozca la tercera ley de Newton, ni la necesidad de tener algo mejor que el vacío contra el que reaccionar es absurdo. Solo parece carecer de conocimientos ampliamente difundidos a nivel de bachillerato.

Sin embargo, al contrario de lo publicado por Times, el empuje es posible en el vacío.

#### Consecuencias
Una semana después del artículo del New York Times, Goddard emitió a través de la Associated Press un comunicado firmado, en un intento de calmar lo que se había convertido en una historia sensacionalista:
"Se le ha dado demasiada atención a mi propuesta de viajes espaciales y muy poca a la exploración atmosférica... Sean cuales sean las posibilidades del método, hayan sido propuestas o no, ninguno de ellos puede llevarse a cabo sin antes explorar la atmósfera".
En 1924, Goddard publicó el artículo "How my speed rocket can propel itself in vacuum" (Cómo mi cohete podría avanzar solo en el vacío), en Popular Science, en el que explicó el desarrollo físico y proporcionó detalles de los experimentos que había realizado para probar la teoría. Sin embargo, sin importar cómo explicara sus resultados, no podía darse a entender. En 1929, después de uno de los experimentos de Goddard, un periódico local de Worcester publicó un artículo burlándose de su investigación. El título era "Cohete falla objetivo a la Luna por 238,799(1/2) millas".
Como resultado de las duras críticas de la prensa y de otros científicos, y de entender que la mayoría de las aplicaciones para su trabajo serían militares, Goddard se volvió cada vez más paranoico. Comenzó a trabajar solo, hasta la Primera y Segunda Guerras Mundiales, que limitaron, en gran medida, el impacto de su obra. Otro factor limitante fue la falta de apoyo del gobierno estadounidense. Alemania se involucraba cada vez más en asuntos bélicos, por lo que Goddard se negó a comunicarse con investigadores alemanes, a pesar de recibir, constantemente, correspondencia de ellos.

#### Una corrección
El 17 de julio de 1969 (al día siguiente del lanzamiento del Apolo 11), cuarenta y nueve años después de su editorial burlándose de Goddard, The New York Times publicó un artículo corto titulado "Una corrección". La declaración en tres párrafos, resumía su editorial 1920, y concluía afirmando que:
Recientes investigaciones han confirmado los hallazgos de Isaac Newton en el siglo XVII. Se ha establecido que un cohete puede funcionar en el vacío y, por lo tanto, en la atmósfera. The Times lamenta el error.

## Primer vuelo con combustible líquido

### Primeras pruebas

Robert Goddard el 16 de marzo de 1926, en el marco de lanzamiento de su más notable invención: el primer cohete de combustible líquido.

Goddard comenzó a experimentar con cohetes de combustible líquido en septiembre de 1921, probando con éxito el primer motor de propelente líquido en noviembre de 1923. Tenía una cámara de combustión cilíndrica, mezclando y atomizando el oxígeno líquido y la gasolina.
Durante 1924 y 1925, Goddard tuvo problemas en el desarrollo de una bomba de pistón de alta presión para enviar combustible a la cámara de combustión. Quería ampliar sus experimentos, pero su financiación no se lo permitía, por lo que decidió renunciar a las bombas y utilizar un sistema de alimentación de combustible que aplicaba presión al tanque de combustible desde el tanque de gas inerte, una técnica utilizada en la actualidad.
El 6 de diciembre de 1925, puso a prueba el sistema de alimentación de presión simple. Se llevó a cabo una prueba estática en el stand de tiro del laboratorio de física de la Universidad de Clark. El motor levantó con éxito su propio peso durante tan solo 27 segundos, pero el experimento fue un éxito para Goddard, demostrando que un cohete de combustible líquido era posible. La prueba fue un importante paso para la creación y desarrollo de un cohete con combustible líquido.
Goddard llevó a cabo una prueba adicional en diciembre, y dos más en enero de 1926. Después de eso, comenzó a prepararse para una posible puesta en marcha del sistema de cohetes.

### Primer vuelo
Goddard lanzó el primer cohete de combustible líquido (gasolina y oxígeno líquido) el 16 de marzo de 1926, en Auburn, Massachusetts. Presentes en el lanzamiento estaban su jefe de equipo, Henry Sachs, Esther Goddard y Percy Roope, profesor asistente de Clark en el departamento de física. El diario de Goddard asegura:
16 de marzo. Fui a Auburn en la mañana. Esther y el Sr. Roope salieron a la 1 pm. El cohete se probó a las 2.30. Se elevó 41 pies y fue a 184 pies, en 2.5 segundos. Después la mitad inferior de la boquilla se quemó. Llevé los materiales al laboratorio...
La entrada siguiente dice:
17 de marzo de 1926. El primer vuelo de un cohete utilizando propulsores líquidos se hizo ayer en la granja de la tía Effie en Auburn... El cohete no se levantó al principio, pero la llama salió y había un rugido constante. Después de varios segundos se levantó, lentamente hasta que se despegó del marco, y luego a la velocidad de un tren expreso, curvándose hacia la izquierda, golpeando el hielo y la nieve, todavía yendo a un ritmo rápido.
El cohete, más tarde apodado "Nell", subió solo 41 pies durante un vuelo de 2.5 segundos y aterrizó a 184 pies de distancia en un campo de coles. Sin embargo, fue una importante demostración de que los propelentes líquidos eran una opción viable. El sitio de lanzamiento es ahora un Monumento Histórico Nacional, el Goddard Rocket Launching Site.
Los espectadores familiarizados con diseños más modernos de cohetes pueden tener dificultades para distinguir el cohete de la base de lanzamiento. El cohete completo es significativamente más alto que Goddard, pero no incluye su estructura de soporte piramidal. La cámara de combustión del cohete es el pequeño cilindro en la parte superior; la boquilla es visible debajo de ella. El depósito de combustible, que es también parte del cohete, es el cilindro más grande opuesto al torso de Goddard. El depósito de combustible está directamente debajo de la boquilla, y está protegido del escape del motor mediante un cono de amianto. Tubos de aluminio envueltos de amianto conectan el motor a los tanques, proporcionando apoyo y combustible para el transporte. Dicha disposición ya no se utiliza, ya que el experimento demostró que esto no era más estable que la colocación de la cámara de combustión y la boquilla en la base. En mayo, después de una serie de modificaciones para simplificar la instalación de cañerías, cámara de combustión y boquilla se colocaron en la posición ya clásica, en el extremo inferior del cohete.
Goddard determinó que las aletas por sí solas no son suficientes para estabilizar el cohete en vuelo y mantenerlo en la trayectoria deseada. Añadió paletas móviles en los gases de escape, gobernadas por un giroscopio, para controlar y dirigir su cohete. (Los alemanes utilizaron esta técnica en su V-2.) También introdujo un motor de giro más eficiente, básicamente, el método usado para dirigir grandes misiles de propelente líquido y lanzadores hoy en día.

## Lindbergh y Goddard
Después del lanzamiento en julio de 1929 Goddard recuperó de nuevo la atención de los periódicos. Charles Lindbergh se enteró de su trabajo en un artículo del New York Times. Durante esta época, Lindbergh había empezado a preguntarse acerca del futuro de la aviación y había considerado la propulsión a chorro y los cohetes como los próximos pasos probables. Después de corroborar con el Instituto Tecnológico de Massachusetts (MIT) y asegurarse de que Goddard era un físico de buena fe y no un chiflado, telefoneó a Goddard en noviembre de 1929. Se reunieron poco después, en su despacho de la Universidad de Clark. Durante el encuentro, Lindbergh fue inmediatamente impresionado por la investigación y Goddard por el interés del viajero. Explicó su trabajo abiertamente a Lindbergh, formando una alianza que duraría el resto de su vida.
A finales de 1929, Goddard había estado atrayendo notoriedad adicional con cada lanzamiento, por lo que estaba encontrando cada vez más dificultades para llevar a cabo su investigación sin distracciones. Lindbergh inició la búsqueda de financiación adicional para el trabajo de Goddard, y ofreció utilizar su fama para trabajar a favor de Goddard. En 1930 Lindbergh hizo varias propuestas a la industria e inversores privados. Sin embargo, resultaron prácticamente infructuosas tras la reciente caída del mercado de valores de Estados Unidos en octubre de 1929.

### Financiamiento de Guggenheim
En la primavera de 1930, Lindbergh finalmente encontró un financiador en la familia Guggenheim. Daniel Guggenheim accedió a financiar la investigación de Goddard durante cuatro años por un total de 100,000 dólares (1.6 millones de dólares en la actualidad). La familia Guggenheim, especialmente Harry Guggenheim, continuaría apoyando el trabajo de Goddard en años venideros. Goddard y su familia pronto se trasladaron a Roswell, Nuevo México.
Debido al potencial militar del cohete, Goddard, Lindbergh, Harry Guggenheim, el Instituto Smithsoniano y otros intentaron en 1940, antes de que los EE. UU. entraran en la Segunda Guerra Mundial, convencer al Ejército y a la Marina de su valor. Ofrecieron los servicios de Goddard, pero, en un principio, no había ningún interés. Dos jóvenes oficiales consiguieron finalmente los medios para tratar de contratar a Goddard justo antes de la guerra. La Armada venció al Ejército asegurando los servicios de Robert para construir cohetes de combustible líquido, que se usarían en el despegue asistido por cohetes (JATO). Estos cohetes fueron los precursores de algunos de los grandes motores que lanzaron cohetes durante la era espacial.

### Falta de visión de los Estados Unidos
En general, hubo una gran falta de visión e interés por parte de los Estados Unidos en relación con el potencial de la cohetería, especialmente en Washington. Aunque la Oficina Meteorológica estaba interesada en un principio (1929), no pudo asegurar la financiación gubernamental. Entre las dos guerras mundiales, la Fundación Guggenheim fue la principal fuente de financiación para la investigación de Goddard. El cohete de combustible líquido fue descuidado por su país, según el historiador aeroespacial Eugene Emme. Otras naciones se dieron cuenta y avanzaron en el desarrollo, especialmente los alemanes. Curiosamente, Goddard mostró una notable presciencia en 1923 en una carta al Smithsoniano. Sabía que los alemanes estaban muy interesados en la cohetería y dijo que "no le sorprendería que la investigación se convirtiera en una carrera", preguntándose cuánto tardarían los "teóricos" europeos en construir cohetes.
En 1936, el agregado militar de Estados Unidos en Berlín, pidió a Charles Lindbergh que visitara Alemania para que averiguase lo que pudiera de su progreso en aviación. Aunque la Luftwaffe mostró sus fábricas y estaba abiertamente dispuesta a exhibir su creciente poderío aéreo, respecto a la cohetería guardaron silencio. Cuando Lindbergh relató a Goddard lo sucedido, este dijo: "Sí, deben de tener planes para un cohete, pero... ¿cuándo nos escuchará nuestra propia gente?"
La mayoría de las universidades en Estados Unidos también avanzaban lentamente en el desarrollo del potencial de la cohetería. Justo antes de la Segunda Guerra Mundial, el jefe del departamento de la aeronáutica del MIT, en una reunión celebrada por el Cuerpo Aéreo del Ejército para discutir la financiación del proyecto, dijo que el Instituto de Tecnología de California (Cal Tech) "podía asumir el Buck Rogers Job (investigación de cohetes)". En 1941, Goddard intentó reclutar a un ingeniero del MIT para su equipo, pero no pudo encontrar a ningún interesado. El MIT enseñaba cohetería básica y Cal Tech tenía cursos sobre cohetería y aerodinámica. Después de la guerra, el Dr. Jerome Hunsaker del MIT, habiendo estudiado las patentes de Goddard, declaró: "Cada cohete de combustible líquido que vuela es un cohete Goddard".
Mientras vivía en Roswell, Goddard continuó siendo jefe del departamento de física de la Universidad de Clark, quienes merecen el crédito por permitirle dedicar la mayor parte de su tiempo a la investigación de cohetes. Así mismo, la Universidad de California en Los Ángeles (UCLA) permitió al astrónomo Samuel Herrick dedicarse a la investigación en la orientación y el control de vehículos espaciales, y poco después de la guerra, a enseñar cursos de orientación espacial y determinación de la órbita. Herrick comenzó a comunicarse con Goddard en 1931, preguntándole si debía trabajar en este nuevo campo, que nombró astrodinámica. Herrick dijo que Goddard tuvo la visión para asesorarlo y animarlo en su uso de la mecánica celeste "anticipando el problema básico de la navegación espacial".

## Roswell, Nuevo México

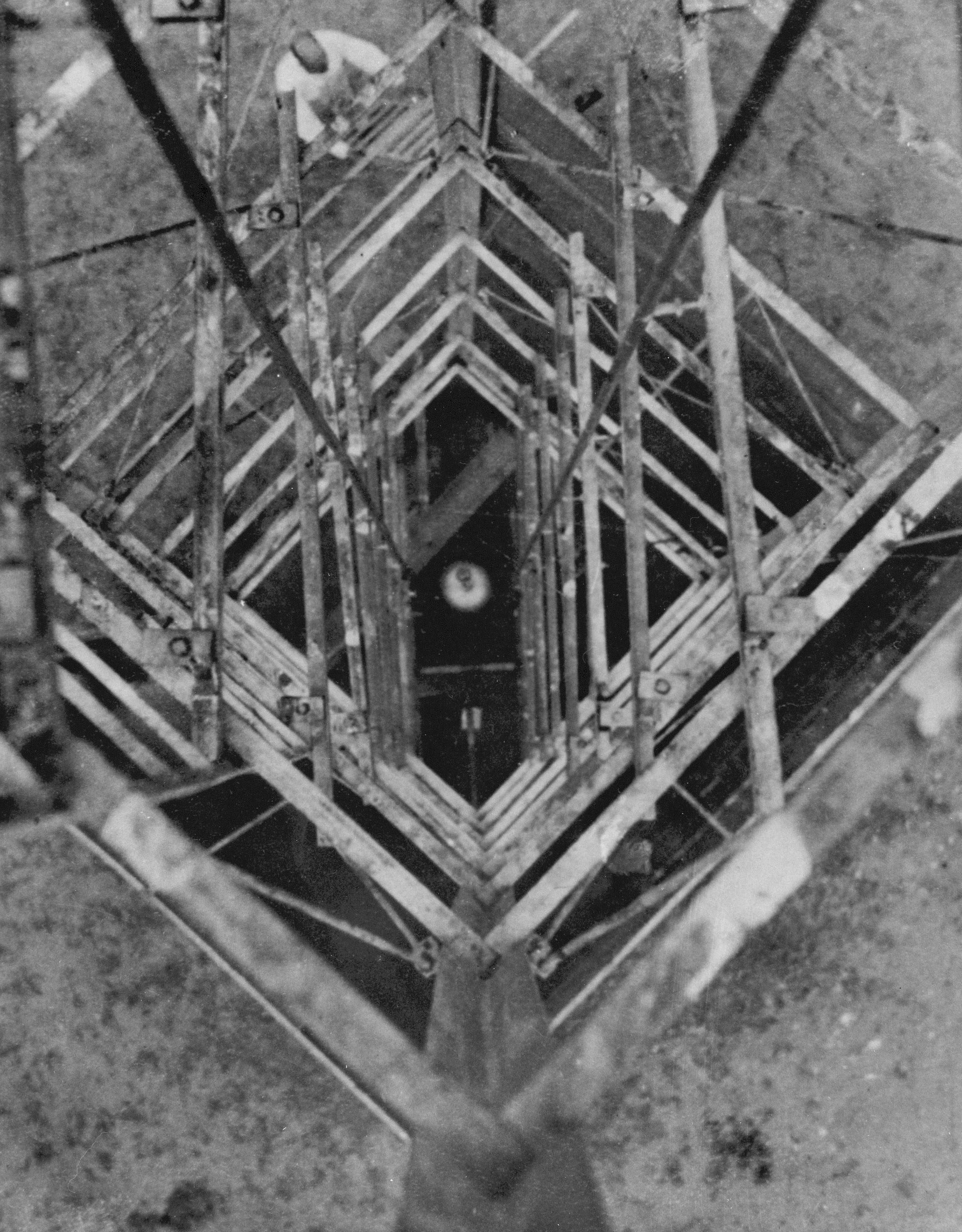
Charles Lindbergh tomó esta fotografía del cohete de Robert H. Goddard, el 23 de septiembre de 1935 en Roswell, Nuevo México.

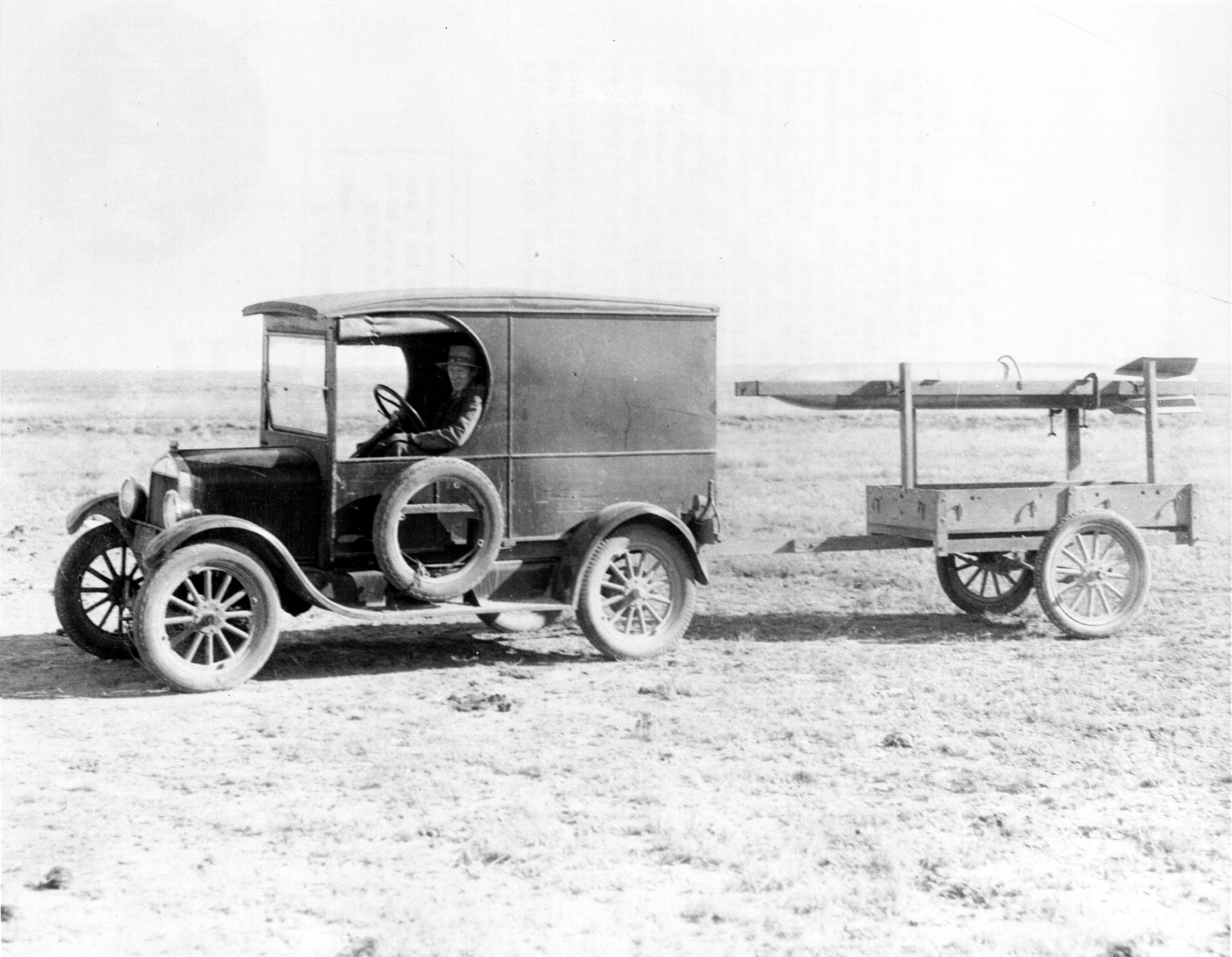
Goddard remolcando un cohete en Roswell.

### 1930-1941
Con el nuevo respaldo financiero, Goddard finalmente se trasladó a Roswell, Nuevo México, durante el verano de 1930, donde trabajó con su equipo de técnicos durante años. Había consultado a un meteorólogo en cuanto a la mejor zona para hacer su trabajo, y Roswell parecía ideal. Ahí no pondrían en peligro a nadie, no serían molestados por curiosos y experimentarían un clima más moderado (que también era mejor para la salud de Goddard).
En septiembre de 1931, sus cohetes tenían la apariencia de una carcasa lisa con aletas. Goddard comenzó a experimentar con la orientación giroscópica, e hizo un vuelo de prueba en abril de 1932. Un giroscopio controlaba eléctricamente las aletas de dirección en el escape, similar al sistema utilizado por los V-2 alemanes más de 10 años después. Aunque el cohete se estrelló después de una corta subida, el sistema de guía había funcionado, por lo que Goddard consideró la prueba un éxito.
Una pérdida temporal de la financiación de los Guggenheim, como resultado de la depresión, obligó a Goddard a volver a la Universidad de Clark hasta el otoño de 1934, cuando se reanudó la financiación. A su regreso a Roswell, comenzó a trabajar en su serie A de cohetes, de 4 a 4,5 metros de largo, alimentados por gasolina y oxígeno líquido presurizado con nitrógeno. El sistema de control giroscópico se encontraba en medio del cohete, entre los tanques de propelentes.
El A-4 utilizaba un sistema de péndulo simple de orientación, ya que el giroscopio estaba siendo reparado. El 8 de marzo de 1935 voló 300 m para después girar hacia el viento y, en palabras de Goddard: «rugir en un descenso de gran alcance a través de la pradera, cerca de la velocidad del sonido». El 28 de marzo de 1935, el A-5 voló con éxito verticalmente hasta una altura de 1,46 kilómetros utilizando el sistema de orientación giroscópica. A continuación, se dirigió a una trayectoria casi horizontal, voló 3900 m y alcanzó una velocidad máxima de 880 km/h. Goddard estaba eufórico porque el sistema de guía mantenía al cohete en una trayectoria vertical.
Entre 1936 y 1939, Goddard comenzó a trabajar en los cohetes de las series K y L, que eran mucho más masivos y estaban diseñados para alcanzar gran altura. La serie K consistía en un banco de pruebas estáticas de un motor más potente, logrando un empuje de 283 kg en febrero de 1936. Este trabajo tuvo problemas con la cámara de combustión. En 1923, Goddard había construido un motor refrigerado por circulación regenerativa, que hacía circular el oxígeno líquido alrededor del exterior de la cámara de combustión, pero consideró la idea demasiado complicada. Más tarde utilizó un método que involucraba la pulverización del exceso de gasolina que se evaporaba alrededor de la pared interior de la cámara de combustión de enfriamiento. Sin embargo, no funcionaba bien. Volviendo a un diseño más pequeño, el L-13 alcanzó una altitud de 2,7 kilómetros, el más alto de sus cohetes. El peso se redujo mediante el uso de tanques de combustible de paredes delgadas enrolladas con alambre de alta resistencia a la tracción.
Goddard experimentó con muchas de las características de los grandes cohetes de hoy en día, tales como múltiples cámaras de combustión y toberas. En noviembre de 1936, voló el primer cohete del mundo (L-7) con múltiples cámaras, con la esperanza de aumentar el empuje sin aumentar el tamaño. Tenía cuatro cámaras de combustión, alcanzó una altura de 60 m, y corregía su trayectoria vertical utilizando paletas BLAST. Este vuelo demostró que un cohete con múltiples cámaras de combustión podía volar de forma estable y guiarse fácilmente.
De 1940 a 1941, Goddard trabajó en la serie P, cohetes con turbobombas propulsoras (utilizando, también gasolina y oxígeno líquido). Las bombas producían propulsores de presión más alta, lo que permitía un motor más potente (mayor empuje) y una estructura más ligera (ligeros y sin tanque de presurización). Sin embargo, sus dos lanzamientos terminaron en un choque después de alcanzar una altitud de solo algunas decenas de metros. Las turbobombas funcionaron bien, pero Goddard no quedó satisfecho.
Cuando Goddard mencionó la necesidad de turbobombas, Harry Guggenheim sugirió que se pusiera en contacto con fabricantes de bombas. Ninguno estaba interesado, ya que el costo de estas bombas en miniatura no les parecía viable. Por lo tanto, el equipo de Goddard debió avanzar por su cuenta desde septiembre de 1938 hasta junio de 1940. Esther, su esposa, dijo posteriormente que las pruebas de la bomba fueron «la fase más difícil y desalentadora de la investigación».
Goddard fue capaz de probar la mayor parte de sus cohetes. Muchos serían clasificados como fracasos, generalmente como resultado de un mal funcionamiento del motor o debido a la pérdida de control. Goddard, sin embargo, no los consideró fallos, sino oportunidades de aprendizaje. La mayor parte de su obra involucraba pruebas estáticas previas, un procedimiento estándar hoy en día.

### Lanzamientos
Entre 1926 y 1941 Goddard lanzó los siguientes 35 cohetes:

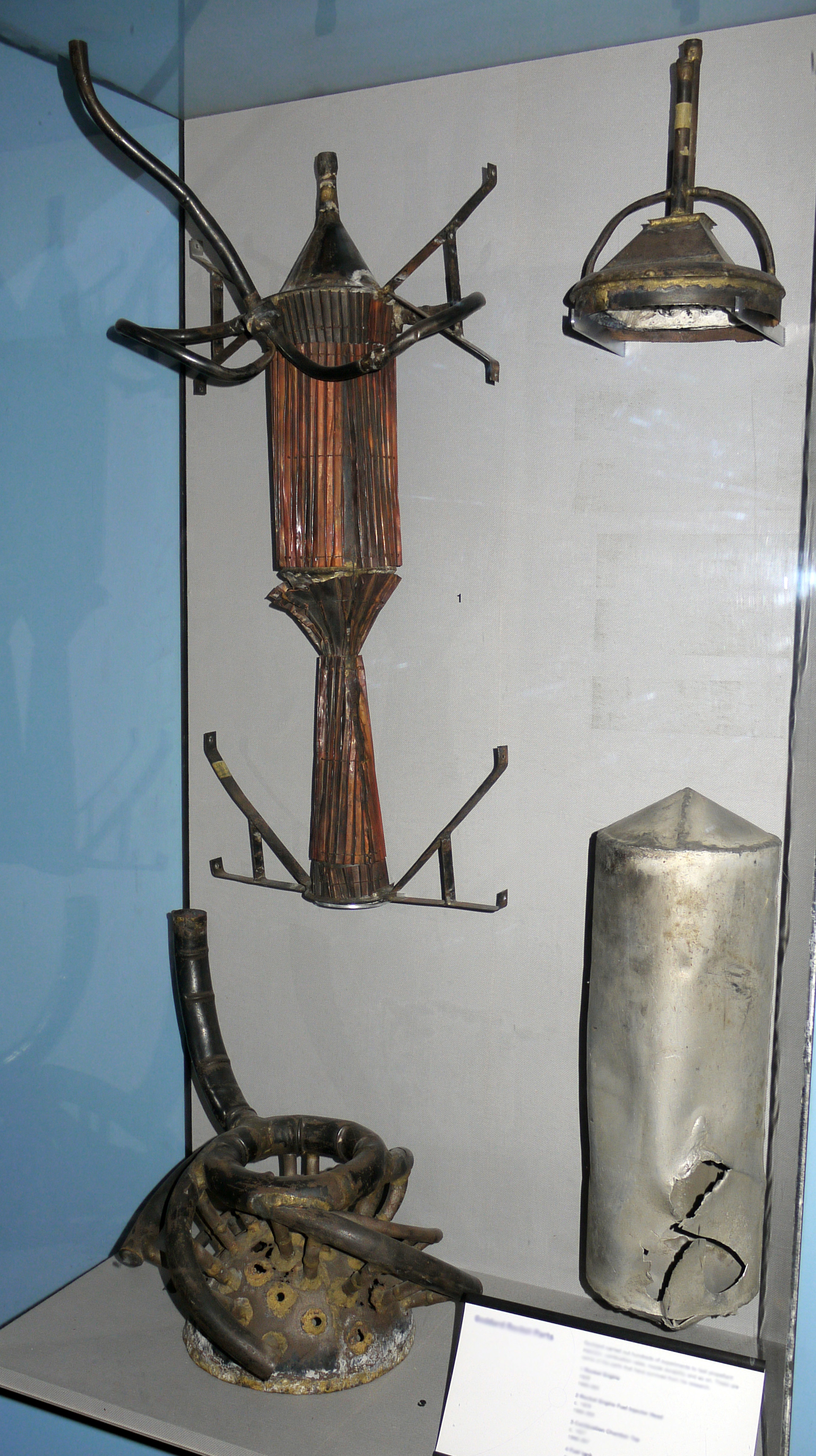
Partes de algunos de los cohetes de Goddard.

| Fecha                    | Nombre/Tipo         | Altitud en pies                | Altitud en metros | Duración del vuelo | Notas                                                    |
| ------------------------ | ------------------- | ------------------------------ | ----------------- | ------------------ | -------------------------------------------------------- |
| 16 de marzo de 1926      | Goddard 1           | 41                             | 12,5              | 2,5 s              | Primer cohete de combustible líquido                     |
| 3 de abril de 1926       | Goddard 1           | 49                             | 15                | 4,2 s              | Récord de altitud                                        |
| 26 de diciembre de 1928  | Goddard 3           | 16                             | 5                 | -                  |                                                          |
| 17 de julio de 1929      | Goddard 3           | 90                             | 27                | 5,5 s              | Récord de altitud                                        |
| 30 de diciembre de 1930  | Goddard 4           | 2000                           | 610               | -                  | Récord de altitud                                        |
| 29 de septiembre de 1931 | Goddard 4           | 180                            | 55                | 9,6 s              |                                                          |
| 13 de octubre de 1931    | Goddard 4           | 1700                           | 520               | -                  |                                                          |
| 27 de octubre de 1931    | Goddard 4           | 1330                           | 410               | -                  |                                                          |
| 19 de abril de 1932      | -                   | 135                            | 41                | 5 s                |                                                          |
| 16 de febrero de 1935    | A series            | 650                            | 200               | -                  |                                                          |
| 8 de marzo de 1935       | A series            | 1000                           | 300               | 12 s               |                                                          |
| 28 de marzo de 1935      | A series            | 4800                           | 1460              | 20 s               | Récord de altitud                                        |
| 31 de mayo de 1935       | A series            | 7500                           | 2300              | -                  | Récord de altitud                                        |
| 25 de junio de 1935      | A series            | 120                            | 37                | 10 s               |                                                          |
| 12 de julio de 1935      | A series            | 6600                           | 2000              | 14 s               |                                                          |
| 29 de octubre de 1935    | A series            | 4000                           | 1220              | 12 s               |                                                          |
| 31 de julio de 1936      | L series, Section A | 200                            | 60                | 5 s                |                                                          |
| 3 de octubre de 1936     | L-A                 | 200                            | 60                | 5 s                |                                                          |
| 7 de noviembre de 1936   | L-A                 | 200                            | 60                | -                  |                                                          |
| 18 de diciembre de 1936  | L series, Section B | 3                              | 1                 | -                  | Virado horizontal inmediatamente después del lanzamiento |
| 1 de febrero de 1937     | L-B                 | 1870                           | 570               | 20,5 s             |                                                          |
| 27 de febrero de 1937    | L-B                 | 1500                           | 460               | 20 s               |                                                          |
| 26 de marzo de 1937      | L-B                 | 8000-9000                      | 2500–2700         | 22,3 s             | Máximo récord de altitud                                 |
| 22 de abril de 1937      | L-B                 | 6560                           | 2000              | 21,5 s             |                                                          |
| 19 de mayo de 1937       | L-B                 | 3250                           | 990               | 29,5 s             |                                                          |
| 28 de julio de 1937      | L-series, Section C | 2055                           | 630               | 28 s               |                                                          |
| 26 de agosto de 1937     | L-C                 | 2000                           | 600               | -                  |                                                          |
| 24 de noviembre de 1937  | L-C                 | 100                            | 30                | -                  |                                                          |
| 6 de marzo de 1938       | L-C                 | 525                            | 160               | -                  |                                                          |
| 17 de marzo de 1938      | L-C                 | 2170                           | 660               | 15 s               |                                                          |
| 20 de abril de 1938      | L-C                 | 4215                           | 1260              | 25,3 s             |                                                          |
| 26 de mayo de 1938       | L-C                 | 140                            | 40                | -                  |                                                          |
| 9 de agosto de 1938      | L-C                 | 4920 (visual) 3294 (barógrafo) | 1500 1000         | -                  |                                                          |
| 9 de agosto de 1940      | P-series, Section C | 300                            | 90                | -                  |                                                          |
| 8 de mayo de 1941        | P-C                 | 250                            | 80                | -                  |                                                          |

### Análisis de resultados
Los cohetes de Goddard fueron considerados un fracaso como instrumentos para alcanzar altitudes extremas (su máxima altura fue de solo 2,7 km). Científicos alemanes alcanzaron 2,4 km con el cohete A-2 en 1934, 8 kilómetros con el A-5 en 1939 y 196 km con el A-4 en 1942, alcanzando los límites exteriores de la atmósfera y el espacio.
El ritmo de desarrollo de Goddard era más lento que el de los alemanes porque no contaba con los recursos que ellos tenían. Alcanzar grandes alturas no era su objetivo principal. Robert buscaba perfeccionar su motor de combustible líquido y sistemas como los de orientación y control, con la idea de crear un vehículo lo suficientemente estable para experimentos futuros. Había logrado construir las turbo bombas necesarias para la creación de cohetes más grandes, cuando la Segunda Guerra Mundial estalló y cambió el rumbo de la historia americana. Goddard tenía la esperanza de regresar a sus experimentos en Roswell después de la guerra.
A pesar de haber atraído con su trabajo la atención del ejército de los Estados Unidos, Goddard fue rechazado durante las guerras mundiales, porque el gobierno argumentaba que no había dinero para nuevas armas experimentales. La agencia de inteligencia militar alemana, por el contrario, prestó atención a la obra de Goddard. Robert notó que algunas de sus cartas habían sido abiertas y algunos de sus informes habían desaparecido. Un militar alemán destinado en Estados Unidos, Friedrich von Boetticher, envió un informe de cuatro páginas a la Abwehr en 1936, mientras que el espía Gustav Guellich envió una mezcla de hechos e información inventada, afirmando haber visitado Roswell y sido testigo de uno de los lanzamientos. La Abwehr se mostró muy interesada y preguntó cada vez más sobre el trabajo de Goddard. El informe enviado por Guellich incluía información acerca de las mezclas de combustible y el concepto de refrigeración "cortina de combustible". Sin embargo, a partir de ese momento, los alemanes comenzaron a recibir cada vez menos información sobre Goddard.
El KGB tenía un espía en la Marina de Estados Unidos. En 1935, recibieron un informe que Goddard había escrito para la Armada en 1933. Contenía resultados de las pruebas, vuelos y sugerencias para usos militares de sus cohetes. Los soviéticos consideraron esta información muy valiosa; a pesar de que el informe proporcionaba pocos detalles de diseño, les dio una dirección para el desarrollo de dichas armas.

## Annapolis, Maryland
El teniente de la Armada, Charles F. Fischer, que había visitado y se había ganado la confianza de Goddard, sabía que Robert estaba haciendo un trabajo valioso, por lo que fue capaz de convencer a la Oficina de Aeronáutica, en septiembre de 1941, de que Goddard podría construir la unidad JATO que la Armada deseaba. Antes de que el contrato con la Armada entrara en vigor, Goddard comenzó a aplicar su tecnología para construir un motor de empuje variable. En mayo de 1942 Goddard tenía una unidad que cumplía con los requisitos de la Marina y era capaz de lanzar un avión cargado en una pista corta. En febrero recibió parte de un PBY con agujeros de bala aparentemente recibidos en el ataque a Pearl Harbor. Goddard escribió a Guggenheim que "no podía pensar en nada que le diera mayor satisfacción que usar su tecnología como respuesta al ataque".
En abril Fischer avisó a Goddard acerca del interés por parte de la Marina para desarrollar su trabajo en la Estación Experimental de Ingeniería en Annapolis. Esther, preocupada por el efecto que el clima tendría en la salud de Robert, se opuso. Goddard, por su parte, respondió: "Esther, ¿acaso no sabes que hay una guerra?" Fisher deseaba un proyecto más grande que el JATO, pensaba en un misil de largo alcance, pero Robert lo ignoró con la esperanza de un proyecto aún mayor después. Clasificó el proyecto como algo imposible, y quedó profundamente decepcionado.
Goddard y su equipo llevaban un mes trabajando en Annapolis cuando recibieron un telegrama de la Marina, transmitido desde Roswell. El mensaje contenía órdenes para Robert. En agosto, el motor era capaz de producir 800 libras de empuje durante 20 segundos, y Fischer estaba ansioso por probarlo en un PBY. En la sexta prueba de funcionamiento, con todos los errores resueltos, el PBY, pilotado por Fischer, fue lanzado desde el río Severn. Fischer logró aterrizar y prepararse para un nuevo lanzamiento. Goddard quiso comprobar la unidad, pero el contacto por radio con el PBY se había perdido. En la séptima prueba el motor se incendió. El avión estaba a 150 pies de altura cuando el vuelo fue abortado. Gracias a la instalación de un dispositivo de seguridad agregado por Goddard no hubo explosión y no se perdieron vidas. Los motores JATO de combustible sólido resultaron más seguros y más baratos, por lo que finalmente fueron seleccionados por las fuerzas armadas.

Pese a los esfuerzos de Goddard para convencer a la Armada de que los cohetes de combustible líquido tenían mayor potencial, la Marina no mostró interés en los misiles de largo alcance. La Marina, por su parte, le pidió perfeccionar el motor JATO. Goddard hizo algunas mejoras al motor, y en noviembre mostró el nuevo prototipo a la Armada y a algunos funcionarios en Washington. Fischer invitó a los espectadores a operar los controles, el motor funcionó a toda velocidad y rugió en los distintos niveles de empuje. La prueba resultó perfecta, superando los requisitos de la Marina. La unidad produjo un empuje medio de 600 libras durante 15 segundos y un empuje total de 1000 libras por más de 15 segundos. Un Comandante de la Marina comentó: "Fue como ser Thor, como jugar con rayos". En ese momento Goddard había producido el sistema de control esencial para la propulsión del avión cohete. Goddard y su familia lo celebraron asistiendo al partido de fútbol americano del Ejército contra la Marina y al cóctel de fiesta ofrecido por Fischer. Este motor fue la base del XLR25-CW-1, el motor de 15.000 libras de empuje Curtiss-Wright que alimentaba al cohete X-2. Después de la Segunda Guerra Mundial el equipo de Goddard fue a la Curtiss-Wright Corporation para aclarar la patente del proyecto; "a pesar de que su muerte, en agosto de 1945, le impidió participar en el desarrollo real de este motor, este es, evidentemente, un descendiente directo de su diseño". En septiembre de 1956, el X-2 se convirtió en el primer avión en llegar a 126.000 pies de altitud; y en su último vuelo superó Mach 3 (3.2) antes de perder el control y estrellarse. El programa X-2 permitió importantes avances en áreas como aleaciones de acero y aerodinámica en altos números de Mach.

## V-2
En la primavera de 1945, mientras trabajaba en Annapolis, Maryland, Goddard vio uno de los misiles alemanes V-2. El cohete había sido capturado por el Ejército de Estados Unidos desde la fábrica Mittelwerk en las montañas de Harz, y sus muestras comenzaron a ser enviadas por la Misión Especial V-2, el 22 de mayo de 1945.
Después de una minuciosa inspección, Goddard estaba convencido de que los alemanes habían "robado" su trabajo. Aunque los detalles no eran exactamente los mismos, el diseño básico del V-2 fue similar a uno de los cohetes de Goddard. El V-2, sin embargo, era técnicamente mucho más avanzado que su mayor éxito. El grupo de cohetes de Peenemünde, liderado por Wernher von Braun, pudo haber obtenido ideas de los contactos previos a 1939, aunque también contaban con el trabajo de su propio pionero, Hermann Oberth, además del beneficio de una financiación intensiva por parte del estado, instalaciones de producción a gran escala y pruebas de vuelo que les permitieron perfeccionar sus diseños.
Sin embargo, en 1963, von Braun, al reflexionar sobre la historia de los cohetes, dijo de Goddard que: "Sus cohetes... pueden resultar simples para los estándares de hoy en día, pero fue él quien abrió el camino incorporando muchas características utilizadas en nuestros más modernos cohetes y vehículos espaciales". Agregó, además que: "los experimentos de Goddard con combustible líquido nos ahorraron años de trabajo, y nos permitieron perfeccionar el V-2 mucho antes de lo esperado".
Tres características desarrolladas por Goddard aparecieron en el V-2: turbo-bombas para inyectar combustible en la cámara de combustión, paletas giroscópicamente controladas en la boquilla dedicadas a estabilizar el cohete y un exceso de alcohol alrededor de las paredes de la cámara de combustión, de modo que una cortina de evaporación de gas protegiera las paredes del motor del calor de combustión.
A pesar de no ser parte del plan original, los cohetes de combustible líquido de Goddard, tuvieron un papel importante en la culminación temprana de la Segunda Guerra Mundial. Los alemanes habían observado el progreso de Goddard antes de la guerra, convenciéndose de que los cohetes de combustible líquido eran factibles. El General Dornberger, jefe del proyecto V-2, aprovechó la idea de "una carrera contra los Estados Unidos" y de que Goddard había desaparecido (para trabajar con la Marina) para obtener una alta prioridad por parte de Hitler. Sin embargo, resultó un error estratégico, y se gastaron un costo estimado de unos mil quinientos millones de dólares de la época en un arma que no causó el miedo deseado y que carecía de precisión para ser lo suficientemente eficaz.

## El secreto de Goddard
Goddard rehusaba compartir los detalles de su trabajo con otros científicos. Frank Malina, estudiante de cohetería del Instituto de Tecnología de California, visitó a Robert en agosto de 1936. Goddard se negaba a discutir su investigación, si aún no estaba publicada. Theodore von Kármán, mentor de Malina, no estaba contento con la actitud de Goddard y escribió: "Naturalmente, en Caltech queríamos una mayor cantidad de información por parte de Goddard, pero para un beneficio mutuo. Goddard creía en los secretos... El problema con los secretos es que uno puede ir fácilmente en la dirección equivocada y no saberlo". Sin embargo, antes de dicha declaración, von Karman había asegurado que Malina regresó "muy entusiasmado" y que Caltech, como resultado, había hecho cambios a su cohete de combustible líquido basados en el trabajo y las patentes de Goddard. Malina recordó su visita como una experiencia agradable, en la que pudo ver prácticamente todos los componentes que Goddard usaba.
Las preocupaciones de Goddard por guardar su trabajo en secreto llevaron a críticas por la falta de cooperación con otros científicos e ingenieros. Su enfoque en ese momento era que el desarrollo independiente, sin interferencia alguna, traería resultados más rápidos a pesar de un menor apoyo técnico. George Sutton, un genio del equipo de von Braun en la década de 1940, dijo que él y sus compañeros no oían hablar de Goddard o de sus contribuciones, y que se habrían ahorrado tiempo de haber tenido los detalles de su trabajo. Sutton admite que el retraso pudo haber sido culpa de su falta de interés en la búsqueda de las patentes de Goddard. Sin embargo, asegura que la información no fue bien distribuida en los Estados Unidos durante ese período, y que por el contrario Alemania y la Unión Soviética tenían copias de las mismas. La Oficina de Patentes no dio a conocer las patentes de cohetes durante la Segunda Guerra Mundial. Sin embargo, es interesante que Aerojet Engineering Corporation, una rama del Laboratorio Guggenheim de Aeronáutica en Caltech (GALCIT), presentara dos solicitudes de patente en septiembre de 1943 referenciadas a la Patente de Goddard USPTO nº1102653 sobre el cohete de múltiples etapas.
En 1939, von Karman había recibido financiación por parte del Cuerpo Aéreo del Ejército para desarrollar cohetes de apoyo al despegue de aeronaves. En 1940 Goddard se enteró y expresó abiertamente su disgusto por no haber sido considerado. Malina no entendía por qué el ejército no arreglaba un intercambio de información entre Goddard y Caltech, dado que ambos estaban bajo contrato gubernamental. Goddard no creía que su trabajo fuese de utilidad para Caltech: ellos diseñaban cohetes de combustible sólido, mientras que él usaba combustibles líquidos.

Goddard estaba preocupado por evitar la crítica y el ridículo a los que se había enfrentado en la década de 1920, que a su juicio habían dañado su reputación profesional. Robert carecía de interés en conversaciones con personas que tenían menos comprensión de la cohetería que él. La salud de Goddard solía ser mala debido a la tuberculosis, y no estaba seguro de cuánto tiempo de vida le quedaba; como resultado, asumió que no tenía tiempo que perder discutiendo con otros científicos y la prensa sobre su nuevo campo de investigación, o de ayudar a los lanzadores de cohetes aficionados que le escribían. En 1932 Goddard escribió a H.G. Wells: 
 ¿Cuántos años más voy a ser capaz de trabajar? No lo sé, espero que, como mínimo, el resto de mi vida. Esto no se acaba, "llegar a las estrellas", en sentido literal y figurado, es un problema que ocupará a generaciones enteras, por lo que no importa cuánto progreso se haga, siempre existirá la emoción de saber que es solo el comienzo.
Goddard habló a grupos de profesionales, publicó artículos y ponencias y patentó sus ideas; sin embargo, se negó a discutir sus diseños hasta no haberlos probado él mismo. Después de las críticas evitaba cualquier mención de vuelos espaciales, centrándose solo en la investigación de gran altitud.
Sin embargo, la tendencia de Goddard a no revelar su trabajo no era absoluta. En 1945 GALCIT, mientras construía el WAC Corporal para el Ejército, comenzó a tener problemas con el rendimiento del motor del cohete. Frank Malina fue a Annapolis y consultó a Goddard, este llegó a la solución del problema utilizando propelente líquido, que se tradujo en un exitoso lanzamiento de un cohete de investigación de gran altitud.
Durante las Guerras Mundiales Goddard ofreció sus servicios, patentes y tecnología a los militares, e hizo algunas contribuciones significativas. Justo antes de la Segunda Guerra Mundial varios oficiales del Ejército, incluyendo a algunos de alto rango, creían que la investigación de Goddard era importante, sin embargo, no fueron capaces de generar fondos suficientes para su trabajo.
Hacia el final de su vida, Goddard, dándose cuenta de que él solo no sería capaz de hacer progresos significativos, se unió a la American Rocket Society, donde se convertiría en director y haría planes para trabajar de manera seria en la industria aeroespacial (Curtiss- Wright).

## Vida personal
El 21 de junio de 1924, Goddard se casó con Esther Christine Kisk, secretaria de la Universidad Clark, a quien había conocido en 1919. Esther se convirtió en una entusiasta de la cohetería, fotografió algunos de los trabajos de Goddard, además de ayudar en sus experimentos y en el papeleo de los mismos. Solían ir al cine en Roswell, participaron en organizaciones comunitarias como Rotary y el Club de la Mujer. La pareja no tuvo hijos. Después de la muerte de Goddard, sus papeles fueron arreglados y se obtuvieron 131 patentes adicionales de su trabajo. Goddard tocaba el piano y solía pintar paisajes de Nuevo México junto al artista Peter Hurd.
Goddard fue criado como episcopaliano, sin embargo, no fue abiertamente religioso. Los Goddard se asociaron con la Iglesia Episcopal de Roswell, a la que asistían ocasionalmente. En una ocasión habló a jóvenes acerca de la relación entre la ciencia y la religión.

## Salud
La tuberculosis afectó de manera importante a Goddard y debilitó sus pulmones, lo que afectó a su capacidad de trabajar. Robert trabajó con una perspectiva de vida menor a la del promedio. Después de llegar a Roswell, solicitó un seguro de vida, pero el médico de la empresa se lo negó, argumentando que Robert necesitaría un tratamiento en Suiza, un lugar donde podría obtener una mejor atención. La salud de Goddard comenzó a deteriorarse aún más en el clima húmedo de Maryland. Fue diagnosticado de un cáncer de garganta en 1945. Siguió trabajando, capaz de hablar solo en un susurro. Goddard falleció en agosto de 1945, en Baltimore, Maryland. Fue enterrado en el cementerio de la Esperanza en su ciudad natal Worcester, Massachusetts.

## Patentes
La Fundación Guggenheim presentó una demanda en 1951 contra el gobierno de los Estados Unidos por infracción previa de patentes de Goddard. En 1960, las partes llegaron a un acuerdo sobre la demanda, y las fuerzas armadas de Estados Unidos y la NASA tuvieron que pagar un total de 1.000.000 de dólares. La mitad de la liquidación fue para la viuda de Goddard, Esther. En ese momento, el caso era el mayor pago por parte del gobierno jamás hecho por un caso de patentes. El importe de la liquidación excedía la cantidad total de fondos que Goddard recibió por su trabajo a lo largo de toda su carrera.

## Legado
- Goddard obtuvo 214 patentes, 131 después de fallecer.[77]
- Influyó a importantes personalidades que posteriormente trabajarían en el Programa Espacial, como Robert Truax (USN), Milton Rosen (NASA), los astronautas Buzz Aldrin y Jim Lovell, Gene Kranz, Samuel Herrick (UCLA) y al General Jimmy Doolittle (NACA).[55]
- Algunos de sus premios incluyen: la Medalla de Oro Langley del Instituto Smithsoniano en 1960 y la Medalla de Oro del Congreso el 16 de septiembre de 1959.[12]
- El Goddard Space Flight Center, una instalación de la NASA en Greenbelt, Maryland, establecida en 1959 fue nombrada en su honor.
- El cráter lunar "Goddard" también lleva este nombre en su honor.[78]
- Así mismo, el asteroide (9252) Goddard conmemora su nombre.[79]
- Dr. Robert H. Goddard Collection y Robert Goddard Exhibition Room se encuentran en el área de Colecciones Especiales dentro de la Biblioteca Robert Goddard en la Universidad de Clark.
- La escuela Robert H. Goddard High School fue terminada en 1965 en Roswell, Nuevo México, la mascota de la escuela se llama "Rockets".[80]
- Una pequeña estatua de Goddard se encuentra en el sitio donde fue lanzado el primer cohete de propulsión líquida, ahora el campo de golf Pakachoag en Auburn, Massachusetts.
- Release 13 Fedora, de Linux fue nombrada en honor a Goddard.
- La serie de televisión Star Trek: The Next Generation tiene un sitio de despegue nombrado "Goddard".
- Goddard Ave. en Norman, Oklahoma se nombra en su honor.
- Goddard Park en Auburn, Massachusetts se nombra en su honor, el parque cuenta con dos cohetes y se encuentra junto a la Biblioteca Pública de Auburn.

| .                                        |
| Robert Goddard en una estampilla postal. |

| . |
| Placa de bronce en Auburn, Massachusetts, el sitio de su primer lanzamiento de un cohete de combustible líquido el 16 de marzo de 1926. |

| .                                                                        |
| Insignia del 50 aniversario del Goddard Space Flight Center en Maryland. |

| .                                              |
| Robert H. Goddard High School en Nuevo México. |

### Logros
- Primer estadounidense en explorar, matemáticamente, la viabilidad de la propulsión de cohetes para llegar a alturas lo suficientemente grandes como para alcanzar la Luna (1912).[81]
- Primer hombre en recibir una patente estadounidense por la idea de un cohete de múltiples etapas (1914).[81]
- Primero en demostrar, mediante pruebas estáticas, que la propulsión de cohetes opera en el vacío y que no requiere de aire para el empuje (1915-1916).[81]
- Primero en desarrollar bombas ligeras adecuadas para cohetes de combustible líquido (1923).[81]
- Primero en desarrollar con éxito y volar un cohete de combustible líquido (16 de marzo de 1926).[81]
- Realizó el primer lanzamiento de una carga científica útil (un barómetro, un termómetro y una cámara) en un cohete (1929).[81]
- Primero en implementar paletas en el escape del motor de un cohete para la orientación (1932).[81]
- Primero en desarrollar aparatos de control giroscópico como guía para el vuelo de un cohete (1932).[81]
- Primero en lanzar un cohete de combustible líquido con una velocidad mayor a la del sonido (1935).[81]
- Primero en lanzar y guiar un cohete de motor rotatorio (en la sección de la cola) y giroscopio (1937).[81][41]

## Citas
- "Es difícil definir lo imposible, el sueño de ayer es la esperanza de hoy y la realidad de mañana" (Durante su discurso de graduación de bachiller "On taking things for granted", junio de 1904).
- "La tarde del 19 de octubre de 1899 subí a un árbol de cerezo y con una sierra que aún conservo y un hacha, corté las ramas muertas del árbol. Era una tarde tranquila y colorida, llena de belleza, de esas que tenemos durante octubre en Nueva Inglaterra. Al mirar hacia los campos en el este, me imaginaba lo maravilloso que sería hacer un dispositivo que tuviera la posibilidad de llegar a Marte. Era un niño diferente cuando bajé del árbol que el que era cuando subí, mi existencia ahora parecía intencional". (Escrito después, en un esbozo autobiográfico.)
- "Una idea es considerada banal hasta que alguien la logra. Una vez realizada, se convierte en algo común".[41][42] (Su respuesta a las críticas de un reportero de The New York Times, 1920)
- "No es sencillo diferenciar el éxito del fracaso experimental... el trabajo que finalmente es exitoso es el resultado de una serie de pruebas fallidas en el que las dificultades se eliminan gradualmente..."[13] (Escrito a un corresponsal a principios de 1940).

## Vida
- 1882 Robert Goddard nace en Worcester, Massachusetts.
- 1909 Goddard vive con su abuela.
- 1908 Escribe Old Tech, una composición musical.[82]
- 1908 Se gradúa en el Worcester Polytechnic Institute.
- 1919 Se publica A Method of Reaching Extreme Altitudes.
- 1920 Reporta para The New York Times el 12 de enero.
- 1924 Contrae matrimonio con Esther Christine Kisk.
- 1926 Lanzamiento de su primer cohete desde Auburn, Massachusetts.
- 1930 Se muda a Mescalero Ranch, Roswell, Nuevo México.
- 1945 Fallece, debido a cáncer de garganta, en Baltimore, Maryland.
- 1969 Es reconocido en el International Space Hall of Fame.

## Patentes
- Patente USPTO n.º 1102653 - Rocket apparatus - R. H. Goddard
- Patente USPTO n.º 1103503 - Rocket apparatus - R. H. Goddard